# Dryomys nitedula
Il driomio (Dryomys nitedula Pallas, 1778) è un piccolo roditore appartenente alla famiglia dei Gliridi, diffuso in tutta la regione paleartica.

## Descrizione
È un roditore di piccola taglia lungo  8 – 13 cm e con un peso di 18 - 34 g. 
Possiede una folta coda ricoperta da pelo bruno-grigiastro con l'estremità grigio scuro, ed ha sembianze che ricordano vagamente quelle del  ghiro (Glis glis) e del quercino (Eliomys quercinus).
 
La pelliccia è color nocciola con sfumature grigiastre sul dorso e biancastra sul ventre. Attorno agli occhi ha una caratteristica "mascherina" di peli neri che arrivano fino sotto l'orecchio, che è piccolo e rotondo.

## Distribuzione e habitat
Il driomio ha un ampio areale che comprende l'Europa (Germania, Italia, Svizzera, Austria, ex-Jugoslavia e Grecia), vasti settori dell'Asia centrale (dall'Iran alla Cina occidentale e al Giappone), e il Nordafrica.
L'areale italiano è frammentario e circoscritto alle Alpi orientali e ad alcune località  dell'Appennino calabro-lucano quali Aspromonte e Pollino. Alcuni reperti fossili attribuiti a questa specie, rinvenuti in differenti località dell'Italia centrale, fanno ritenere che l'areale originario della specie fosse più ampio e continuo di quello attuale, e che l'attuale condizione di isolamento geografico delle popolazioni calabro-lucane sia il frutto di una estinzione locale nelle altre regioni della penisola.
Il suo habitat naturale sono i boschi di latifoglie e misti del piano montano, sino ad un'altitudine di 3500 m. Può talora spingersi nelle aree coltivate e nei giardini.

## Biologia
D. nitedula è un roditore timido ed elusivo, estremamente difficile da osservare in natura.
Ha abitudini notturne ed arboricole. È un abile arrampicatore ed è capace di saltare sino a 2 m da un ramo all'altro. 
Trascorre le ore diurne in nidi a forma di palla che costruisce alla base degli arbusti o nelle cavità degli alberi e che sono formati da uno strato esterno di ramoscelli e foglie e da un rivestimento interno di muschio e frammenti di corteccia; il nido comunica con l'esterno attraverso una stretta apertura circolare.
Come molti altri gliridi nella stagione fredda va in letargo. Tale comportamento è stato osservato, da ottobre a maggio, nelle popolazioni alpine; ma ci sono evidenze che le popolazioni più meridionali possono restare attive durante tutto l'anno, anche se con fasi di torpore nelle ore più fredde.

### Alimentazione
La dieta del driomio comprende semi, ghiande, germogli, frutti ma anche artropodi, uova e piccoli uccelli.
Tra i suoi predatori principali vi sono i rapaci allocco (Strix aluco) e gufo reale (Bubo bubo).

### Riproduzione
La stagione dell'accoppiamento varia in funzione delle latitudini: nelle popolazioni europee, comprese quelle delle Alpi, va da maggio ad agosto, mentre in Medio Oriente si estende da marzo a dicembre. Nei climi freddi si osserva una sola figliata per stagione mentre nei climi più caldi possono esservene 2 o 3. La gestazione dura 21-30 giorni, al termine dei quali la femmina dà alla luce da 2 a 5 piccoli. Il peso alla nascita è di circa 2 g; i piccoli aprono gli occhi dopo due settimane di vita e sono indipendenti già a 4-5 settimane. L'aspettativa di vita in natura è di circa 5 anni.

### Comunicazione
Il driomio possiede una varietà di vocalizzazioni, tra cui un caratteristico squittio, delicato e melodioso, che viene utilizzato come segnale di allarme. Studi condotti su popolazioni in cattività hanno dimostrato che questa specie ha la capacità di emettere segnali nel range di frequenza degli ultrasuoni, utilizzati nelle comunicazioni sociali, non rilevabili dall'orecchio umano.

## Tassonomia
La sistematica della specie è piuttosto incerta e considerando l'ampio areale non si può escludere che in realtà comprenda specie differenti.

Tra le sottospecie comunemente accettate vi sono:
- Dryomys nitedula nitedula Pallas, 1778
- Dryomys nitedula aspromontis von Lehmann, 1964 (Basilicata e Calabria)[3]
- Dryomys nitedula intermedius Nehring, 1902 (Alpi orientali)[3]
- Dryomys nitedula ognevi Heptner e Formosov, 1928 (Dagestan meridionale)[8]
- Dryomys nitedula phrygius Thomas, 1907 (Turchia, Siria e Israele)[8]
- Dryomys nitedula pictus (Blanford, 1875) (Iran, Armenia e Turchia)[8]
- Dryomys nitedula tichomirovi Satunin, 1920 (Armenia e Kurdistan)[8]
- Dryomys nitedula wingei (Nehring, 1902) (Grecia)[8]

## Conservazione
Il driomio è una specie abbastanza comune nella parte asiatica del suo areale, più rara in Europa.

Considerata la popolazione nel suo complesso, la IUCN red list considera D. nitedula una specie a basso rischio di estinzione. La frammentazione delle popolazioni europee, frutto della pressione antropica e della riduzione dell'habitat, fa temere che alcune di esse possano andare incontro ad estinzione locale.